# 颜明宜
颜明宜（1907年—1992年10月16日）女，四川成都人，中华民国及中华人民共和国政治人物。

## 生平
1929年，颜明宜入北京大学文学系学习。1934年，颜明宜赴瑞士日内瓦学习英语、法语，并在日内瓦国际学院任中文教授。1934年，其丈夫李平衡作为中国政府首席代表出席了第十八届国际劳工大会，当选为国际劳工局理事，常驻日内瓦。
抗日战争时期，颜明宜为支援中国抗日战争，在国外公开拍卖家产，并开展募捐，将资金寄回中国支援抗战。此外，颜明宜还出任“旅瑞中国妇女抗敌后援会”主席，在海外宣传中国抗日，获得国际舆论同情及支持。
中华人民共和国成立后，颜明宜与李平衡于1952年回到中国定居。1956年，颜明宜参加中国国民党革命委员会（简称“民革”）。中共十一届三中全会后，患有疾病的颜明宜，为社会做了很多工作，多次被评为街道、区、市先进工作者及三八红旗手，并当选西城区七届人大代表，1981年获评为全国三八红旗手，增补为第六届全国政协委员。
在李平衡的参与及支持下，1980年，颜明宜组织街道待业青年及家庭妇女成立“长城手工艺品厂”，两年便成了一个有144名职工，30余种产品，年营业额145万元，上缴国家利润50余万元的街道工厂，产品远销海外，洛杉矶第23届夏季奥林匹克运动会中国馆还指定要“长城手工艺品厂”的熊猫荷包。李平衡、颜明宜自费在苏州、杭州采购彩色绸缎。他们二人是“没有工资的厂长”，“没有津贴的顾问”。
颜明宜曾任民革第五、六届中央委员，1953年被推选为全国妇联第五届执委，1984年获“民革全国四化建设服务工作先进工作者”称号。
1992年10月16日，颜明宜在北京病逝，享年85岁。